# Lundetjärnen
Lundetjärnen är en sjö i Timrå kommun i Medelpad och ingår i Indalsälvens huvudavrinningsområde. Sjön har en area på 0,0548 kvadratkilometer och ligger 27 meter över havet.

## Delavrinningsområde
Lundetjärnen ingår i det delavrinningsområde (693652-157838) som SMHI kallar för Rinner till Bergeforsens Dämningsomr. Medelhöjden är 101 meter över havet och ytan är 12 kvadratkilometer. Det finns inga avrinningsområden uppströms utan avrinningsområdet är högsta punkten. Avrinningsområdets utflöde Indalsälven mynnar i havet. Avrinningsområdet består mestadels av skog (74 procent). Avrinningsområdet har 0,09 kvadratkilometer vattenytor vilket ger det en sjöprocent på 0,7 procent. Bebyggelsen i området täcker en yta av 0,7 kvadratkilometer eller 6 procent av avrinningsområdet.